# Isaac Hayes
Isaac Lee Hayes Jr. (20 tháng 8 năm 1942 – 10 tháng 8 năm 2008) là nhạc sĩ, ca sĩ, diễn viên và nhà sản xuất âm nhạc người Mỹ. Ông là một trong những người đi đầu trong dòng nhạc Southern soul, khi ông cùng David Porter cho ra đời nhiều sản phẩm âm nhạc dưới hãng đĩa Stax Records trong những năm 1960. Hayes và Porter được vinh danh tại Đại sảnh Danh vọng Nhạc sĩ vào năm 2005 với các sáng tác cho chính mình và nhiều nghệ sĩ khác như Sam & Dave hay Carla Thomas. Hayes được ghi tên trong Đại sảnh Danh vọng Rock and Roll vào năm 2002.
Hayes và Porter sáng tác "Soul Man" (do Sam & Dave trình bày) được Đại sảnh Danh vọng Grammy coi là một trong những ca khúc có ảnh hưởng nhất trong vòng 50 năm trở lại. Ca khúc này cũng được tôn vinh bởi Đại sảnh Danh vọng Rock and Roll, tạp chí Rolling Stone, Hiệp hội Công nghiệp Ghi âm Hoa Kỳ (RIAA) và chương trình Songs of the Century. Kể từ cuối thập niên 1960, Hayes bắt đầu sự nghiệp solo và có vài album thành công như Hot Buttered Soul (1969) và Black Moses (1971). Âm nhạc của ông có ảnh hưởng lớn từ những nghệ sĩ như Percy Mayfield, Big Joe Turner, James Brown, Jerry Butler, Sam Cooke, Fats Domino, Marvin Gaye, Otis Redding, và các ban nhạc psychedelic soul như The Chambers Brothers và Sly and the Family Stone.
Ngoài ra, ông cũng tham gia sáng tác một số nhạc phim, trong đó ca khúc "Theme from Shaft" cho bộ phim Shaft (1971) được trao Giải Oscar cho ca khúc trong phim hay nhất năm 1972. Thành tích này giúp ông trở thành người da màu thứ 3 trong lịch sử sau Hattie McDaniel và Sidney Poitier giành được Giải Oscar. Cùng năm đó, Hayes cũng đoạt cú đúp tại Giải Grammy. Ông có được giải Grammy thứ 3 với album Black Moses.
Năm 1992, Hayes được ghi nhận vì những đóng góp nhân đạo cho vùng Ada Foah của Ghana. Ông cũng thử sức trong lĩnh vực điện ảnh khi tham gia diễn xuất trong Truck Turner và I'm Gonna Git You Sucka, ngoài ra thủ vai Gandolf "Gandy" Fitch trong serie phim truyền hình The Rockford Files (1974–1980). Hayes còn lồng tiếng nhân vật Chef trong serie phim hoạt hình South Park của Comedy Central (1997–2006).
Năm 2003, Hayes được BMI vinh danh giải thưởng BMI Urban nhờ những đóng góp đối với ngành công nghiệp âm nhạc. Xuyên suốt sự nghiệp của mình ông nhận 5 giải BMI R&B, 2 giải BMI Pop, và 2 giải BMI Urban. Tính tới năm 2008, các ca khúc của ông đã có hơn 12 triệu lượt trình diễn.

## Danh sách đĩa nhạc
- Presenting Isaac Hayes (1968)
- Hot Buttered Soul (1969)
- The Isaac Hayes Movement (1970)
- ...To Be Continued (1970)
- Black Moses (1971)
- Live at the Sahara Tahoe (1973)
- Joy (1973)
- Chocolate Chip (1975)
- Disco Connection (1975)
- Groove-A-Thon (1976)
- Juicy Fruit (Disco Freak) (1976)
- New Horizon (1977)
- Hotbed – Isaac Hayes Demo Album – Stax Records (1978)
- For the Sake of Love (1978)
- Don't Let Go (1979)
- And Once Again (1980)
- Lifetime Thing (1981)
- U-Turn (1986)
- Love Attack (1988)
- Raw & Refined (1995)
- Branded (1995)

### Hợp tác
Cùng Otis Redding
- Otis Blue: Otis Redding Sings Soul (Stax Records, 1965)
- The Soul Album (Stax Records, 1966)
- Complete & Unbelievable: The Otis Redding Dictionary of Soul (Stax Records, 1966)
- King & Queen (Stax Records, 1967)
- The Dock of the Bay (Stax Records, 1968)

Cùng Wilson Pickett
- The Exciting Wilson Pickett (Atlantic Records, 1966)

Cùng Donald Byrd and 125th Street, N.Y.C.
- Love Byrd (Elektra Records, 1981)
- Words, Sounds, Colors and Shapes (Elektra Records, 1982)

Cùng Linda Clifford
- I'm Yours (RSO Records, 1980)

With Albert King
- Born Under a Bad Sign (Stax Records, 1967)

Cùng William Bell
- The Soul of a Bell (Stax Records, 1967)

Cùng Dionne Warwick
- No Night So Long (Arista Records, 1980)

Cùng Rufus Thomas
- Do The Funky Chicken (Stax Records, 1970)

Cùng Eddie Floyd
- Knock on Wood (Stax Records, 1967)

## Danh sách phim
| Năm       | Phim                                   | Vai                                  | Ghi chú                                |
| --------- | -------------------------------------- | ------------------------------------ | -------------------------------------- |
| 1973      | Wattstax                               | Bản thân                             |                                        |
| 1973      | Save the Children                      | Bản thân                             |                                        |
| 1974      | Three Tough Guys                       | Lee                                  |                                        |
| 1974      | Truck Turner                           | Mac "Truck" Turner                   |                                        |
| 1976      | It Seemed Like a Good Idea at the Time | Moriarty                             |                                        |
| 1976–1977 | The Rockford Files                     | Gandolph Fitch                       | TV, 3 tập                              |
| 1981      | Escape from New York                   | Công tước                            |                                        |
| 1985      | The A-Team                             | C.J. Mack                            | TV, 1 tập                              |
| 1986      | Hunter                                 | Jerome "Typhoon" Thompson            | TV, 1 tập                              |
| 1987      | Miami Vice                             | Holiday                              | TV, 1 tập                              |
| 1988      | I'm Gonna Git You Sucka                | Hammer                               |                                        |
| 1990      | Fire, Ice and Dynamite                 | Hitek Leader/Bản thân                | Còn có tên khác Feuer, Eis und Dynamit |
| 1991      | Guilty as Charged                      | Aloysius                             |                                        |
| 1993      | CB4                                    | Ông chủ                              |                                        |
| 1993      | Posse                                  | Cable                                |                                        |
| 1993      | Robin Hood: Men in Tights              | Asneeze                              |                                        |
| 1993      | American Playhouse                     | Nhà hiền triết                       | TV, 1 tập                              |
| 1994      | It Could Happen to You                 | Angel Dupree                         |                                        |
| 1994      | Tales from the Crypt                   | Samuel                               | TV, 1 tập                              |
| 1995      | The Fresh Prince of Bel-Air            | Bộ trưởng Hayes                      | TV, 1 tập                              |
| 1995      | Soul Survivors                         | Vernon Holland                       | TV Movie                               |
| 1996      | Flipper                                | Cảnh sát trưởn Buck Cowan            |                                        |
| 1996      | Sliders                                | Nhà tiên tri                         | TV, 1 tập                              |
| 1997      | Uncle Sam                              | Jed Crowley                          |                                        |
| 1997–2006 | South Park                             | Chef (lồng tiếng)                    | TV, 136 tập                            |
| 1998      | Blues Brothers 2000                    | Thành viên nhóm Louisiana Gator Boys |                                        |
| 1998      | South Park                             | Chef (lồng tiếng)                    | Trò chơi điện tử                       |
| 1999      | South Park: Chef's Luv Shack           | Chef (lồng tiếng)                    | Trò chơi điện tử                       |
| 1999      | South Park: Bigger, Longer & Uncut     | Chef (lồng tiếng)                    |                                        |
| 1999      | The Hughleys                           | The Man                              | TV, 2 tập                              |
| 2000      | South Park Rally                       | Chef (lồng tiếng)                    | Trò chơi điện tử                       |
| 2000      | Reindeer Games                         | Zook                                 |                                        |
| 2000      | Shaft                                  |                                      | Không ghi cụ thể                       |
| 2001      | Dr. Dolittle 2                         | Possum (lồng tiếng)                  |                                        |
| 2002      | The Education of Max Bickford          | "Night Train" Raymond                | TV, 1 tập                              |
| 2002      | Fastlane                               | Thám tử Marcus                       | TV, 1 tập                              |
| 2003      | Book of Days                           | Jonah                                | Phim truyền hình                       |
| 2003      | Girlfriends                            | Eugene Childs                        | TV, 2 tập                              |
| 2003      | Dream Warrior                          | Zo                                   |                                        |
| 2004      | Anonymous Rex                          | Người đàn ông thanh lịch             |                                        |
| 2005      | Hustle & Flow                          | Arnel                                |                                        |
| 2005      | Bernie Mac Show                        | Bản thân                             |                                        |
| 2006      | That '70s Show                         | Bản thân                             | TV, 1 tập                              |
| 2006      | Stargate SG-1                          | Tolok                                | TV, 4 tập                              |
| 2008      | Soul Men                               | Bản thân                             | Phát hành sau khi qua đời              |
| 2008      | Kill Switch                            | Coroner                              | Phát hành sau khi qua đời              |
| 2008      | Return to Sleepaway Camp               | Charlie                              | Phát hành sau khi qua đời              |
| 2014      | South Park: The Stick of Truth         | Chef (lồng tiếng)                    | Trò chơi điện tử; lưu trữ              |